# Real Thing (album)
Real Thing is het debuutalbum van de Britse soulband The Real Thing. Het werd in november 1976 uitgebracht op Pye en voorafgegaan door de hitsingles You To Me Are Everything en Can't Get By Without You, beide geschreven door Ken Gold en Micky Denne. Gold was tevens co-producer van het album naast Jerome Rimson en manager Tony Hall. De overige nummers, waaronder de afsluitende derde single You'll Never Know What You're Missing waren geschreven door Chris en Eddie Amoo.

## Tracklijst
| Nr. | Titel                                 | Duur |
| --- | ------------------------------------- | ---- |
| 1.  | Hallelujah Man                        | 3:30 |
| 2.  | You To Me Are Everything              | 3:30 |
| 3.  | Topsy Turvy                           | 4:04 |
| 4.  | (He's Just A) Moneymaker              | 2:35 |
| 5.  | Young And Foolish                     | 3:38 |
| 6.  | Flash                                 | 3:40 |
| 7.  | Can't Get By Without You              | 3:30 |
| 8.  | Why, Oh Why (Oh Why)                  | 3:05 |
| 9.  | Keep An Eye (On Your Best Friend)     | 4:03 |
| 10. | You'll Never Know What You're Missing | 4:06 |

## Bezetting
- Chris Amoo - leadzang, bas, arrangementen (zang en ritme)
- Eddie Amoo - zang, gitaar, arrangementen (zang en ritme)
- Dave Smith - zang
- Ray Lake - zang

### Musici
- Harold Fisher -drums
- Nigel Wilkinson -drums
- Steve Ferrone - drums
- Trevor Spencer - drums
- Glenn Nightingale - gitaar
- Gordon Hunte - gitaar
- Julian Marvin - gitaar
- Micky Denne - gitaar
- Robert Cracle Awai - gitaar
- Ronji Southern - gitaar
- Victor Linton - gitaar
- Winston Delandro - gitaar
- Alan Tarney - bas
- Delisle Harper - bas
- Doni Harvey - bas
- Jerome Rimson - bas, keyboards, percussie,
- Frank Roberts - keyboards
- Joe Scott - keyboards
- Lynton Naiff - keyboards
- Roy Davis - keyboards
- Bayeté Todd Cochran - keyboards
- Geof Daily - althoorn (solist)
- Fitzroy 'Brother' James - percussie
- Frank Rocotti - percussie
- Remi 'Mister Magic' Kabaka - percussie
- Bud Parks - blaasinstrumenten
- Joe Oye - blaasinstrumenten
- Martin Drover - blaasinstrumenten

### Overigen
- Tony Hall - uitvoerend producer, manager
- Jerome Rimson - producer, arrangementen (strijkers en blazers)
- Martyn Ford - dirigent (strijkers en blazers)
- Ian Green - arrangementen (strijkers)
- Lynton Naiff - arrangementen (strijkers)
- Roger Quested - technicus (Morgan)
- Stephan Allen - technicus (Nova)
- Dennis Weinreich - technicus (Remix/Scorpio)
- Ashley Howe - technicus (Roundhouse)
- Rays - lacquer
- Martin Goddard - fotografie